# Monte Ruioch
Il monte Ruioch (2.432 m s.l.m. - Rujoch, Rohjoch o Rojoch in mocheno, Ruioch o Pale de Sprugio in dialetto trentino) è una montagna del Trentino Alto Adige appartenente alla catena del Lagorai (nelle Dolomiti Meridionali di Fiemme), che si erge a cavallo fra l'Altopiano di Piné e la Valle dei Mocheni. È un monte caratterizzato dalla presenza di due cime di altitudine simile sulla parte sommitale del crinale.
Si trova sul confine tra i territori comunali di Bedollo, Baselga di Piné (exclave), Palù del Fersina e Telve.
La sua lunga dorsale è caratterizzata da varie prominenze ed anticime. Le due cime principali sono la cima Ruioch (2414 m) caratterizzata dalla grande croce metallica e lo Schliverlai Spitz (2432 m; localmente detto Cimon de Sprugio in dialetto trentino), che costituisce la maggiore elevazione di questa montagna.
Sulla sua dorsale nordoccidentale sorge il Rifugio Spruggio "Giovanni Tonini", attualmente chiuso da fine dicembre 2016 a causa di un violento incendio che l'ha gravemente danneggiato.